# Licuala hexasepala
Licuala hexasepala là loài thực vật có hoa thuộc họ Arecaceae. Loài này được Gagnep. mô tả khoa học đầu tiên năm 1937.